# Schwartz & Schwartz: Wo der Tod wohnt
Wo der Tod wohnt ist ein deutscher Fernsehfilm von  Alexander Adolph aus dem Jahr 2020. Es handelt sich um den dritten Filmbeitrag der ZDF-Kriminalfilmreihe Schwartz & Schwartz mit Devid Striesow und Golo Euler in den Hauptrollen.

## Handlung
Kim Ortlieb sucht die Privatdetektive Andi und Mats Schwartz auf, weil ihr Vater, Marlon Ortlieb, verdächtigt wird, seine Nachbarin Clea  Gerbel erschlagen zu haben. Kim ist davon überzeugt, dass ihr Vater zu einer solchen Tat nicht fähig wäre. Aufgrund seiner psychischen Probleme, sei er jedoch für die Polizei der perfekte Täter und der Fall für die Behörden abgeschlossen. Nicht einmal sein Rechtsanwalt würde an der Schuld seines Mandanten zweifeln und deshalb sähe sie keinen anderen Weg als die Detektei zu beauftragen. Mats meint allerdings, es wäre nicht ungewöhnlich, dass Kinder von Tätern ihren Eltern nichts derartiges zutrauen. Doch als er erfährt, dass die ermittelnde Beamtin Karin Lichtness ist, kontaktiert er seine ehemalige Kollegin Iris Doppelbauer. Er kennt Lichtness aus seiner Ausbildungszeit und hat diese in keiner guten Erinnerung. Sie stellt ihre persönlichen Belange stets in den Vordergrund und lässt sich von den eigenen Vorurteilen und ihrem Profilierungsdrang leiten. Er bittet Doppelbauer, dies zu beachten, um keinen Fehler zu machen. Doppelbauer war das engagierte Vorgehen ihrer neuen Teamleiterin bereits aufgefallen, auch dass das Opfer Lichtmess Nachbarin war.
Als sich Mats und Andi heimlich im Haus des Opfers umsehen, findet Mats Auffälligkeiten, die darauf schließen lassen, dass Gerbel kurz vor ihrem Tod Männerbesuch gehabt haben muss. Außerdem fehlen Ordner im Regal, die Festplatte aus dem PC wurde ausgebaut und auch das Handy ist weg. Nach Kommissarin Doppelbauers Recherche ist von all dem in den Polizeiakten nichts vermerkt. Doppelbauer ist daher von Mats Verdacht überzeugt und macht sich mit auf die Suche nach der Wahrheit. Andi ist der Meinung, dass der vermutliche Liebhaber des Opfers in der Nachbarschaft zu suchen wäre und dieser sehr wahrscheinlich der Täter ist. Diesbezügliche Nachforschungen führen zu Lars Kleindresser. Er gibt zu, dass er auf Drängen von Gerbel die Nachbarschaft vor dem „bösen“ Nachbarn Marlon Ortlieb befreien wollte, weil die Polizei gegen ihn und seine (angeblichen) Repressalien nie etwas unternommen hatte. Clea Gerbel hätte Ortlieb versucht in eine Falle zu locken und ihn deshalb zu sich ins Haus bestellt, um ihn dann wegen Hausfriedensbruch anzeigen zu können. Als Ortlieb den Hinterhalt bemerkte, sei er wütend auf Gerbel losgegangen, die dann in Panik flüchten wollte und dabei unglücklich stürzte. Zum Beweis übergibt er den Detektiven die Handy-Aufnahmen, die er auf Gerbels Wunsch gemacht hatte. Da er Clea Gerbel nach ihrem Sturz für tot hielt, hatte er das Haus schnell verlassen. Sie war aber nicht sofort tot, sondern ist er später gestorben, sodass Kleindresser wegen unterlassener Hilfeleistung belangt werden wird. Kommissarin Doppelbauer ist sich zudem sicher, dass Karin Lichtness das alles mitbekommen und nichts unternommen hatte. Beweisen kann sie dies jedoch nicht.

## Hintergrund
Wo der Tod wohnt wurde vom 24. September bis zum 26. Oktober 2019 in Berlin gedreht und am 23. Mai 2020 im ZDF als „Samstagskrimi“ erstmals ausgestrahlt.

## Rezeption

### Einschaltquote
Den zweiten Film der Krimireihe sahen am 23. Mai 2020 insgesamt 5,21 Millionen Zuschauer. Dies ergab einen Marktanteil von 17,5 Prozent.

### Kritik
Rainer Tittelbach von tittelbach.tv urteilte: „Wo der Tod wohnt ist der dritte und bisher beste Film aus der neuen ZDF-Samstagskrimi-Reihe.“ Er ist „ein fein zwischen Spannung, Ironie und Alltag austarierter Krimi, der große Laune macht. Dramaturgisch & filmisch stimmt so gut wie alles: die Story originell, die Narration klar, konzentriert und Charakter-gesteuert, die Dialoge knapp, informativ, mit lakonischem Witz verfeinert, aber nie gewollt pointiert, dazu eine Dramaturgie mit klug kombinierten Gegensatzpaaren (Bruder/Bruder, Detektei/Polizei, Moral/Populismus) – das alles ergibt Krimi-Unterhaltung für gehobene Ansprüche.“
Bei Quotenmeter.de wertete Julian Miller: „Wo der Tod wohnt mag dramaturgisch als wenig innovativer Allerweltskrimi funktionieren – aber kaum einem deutschen Fernsehfilm gelang in den letzten Jahren eine prägnantere und zielsichere Dechiffrierung der Attraktivität rechter Vorstellungen – und ihrer Brandgefährlichkeit.“ „Mit Nina Kunzendorf als neurechter Kommissarin gelingt“ dies auch „erstaunlich gut.“
Die Westphälischen Nachrichten meinten: Der „Humor tut diesem komplexen Film vom Autor und Regisseur Alexander Adolph […] sichtlich gut. Er hat auch die beiden ersten Filme dieser Reihe atmosphärisch inszeniert und zeigt das ermittelnde Bruderpaar als ungleiche, teils bornierte Eigenbrötler, die sich immer wieder streiten und zusammenraufen müssen, auch für einen Sicherheitsdienst arbeiten und wahlweise als falsche Versicherungsvertreter oder Seelsorger auftreten. Natürlich können sie den Fall aufklären - die Frage, wer hier wen tyrannisiert, bleibt allerdings offen.“